# آگواس لینداس دی گویاس
آگواس لینداس دی گویاس (به پرتغالی: Águas Lindas de Goiás) یک شهر در برزیل است که در گوییاس واقع شده‌است.

## خصوصیات
آگواس لینداس دی گویاس ۱۹۱٫۱۸ کیلومترمربع مساحت و ۳۰۰٬۳۲۳ نفر جمعیت دارد و ۱٬۱۰۰ متر بالاتر از سطح دریا واقع شده‌است.